# Saint-Joseph (Mancha)
Saint-Joseph é uma comuna francesa na região administrativa da Normandia, no departamento Mancha. Estende-se por uma área de 9,81 km². Em 2010 a comuna tinha 821 habitantes (densidade: 83,7 hab./km²).